# Брикетный пресс
Брике́тный пресс (англ. briquetting press) — машина, предназначенная для брикетирования угля, отходов металлургии и ферросплавов, путём окускования материала в замкнутом пространстве под воздействием механических усилий (давления).

## Характеристики брикетных прессов
- производительность — ~5-80 т/ч в зависимости от габаритов пресса, плотности материала и  пр. Производительность экструдеров жесткой вакуумной экструзии превышает 100 тонн брикетов в час. Брикеты получили наименование БРЭКС (брикет экструзии). Термин ввел в обиход Бижанов Айтбер Махачевич в 2011 году.
- удельное давление — до 500 МПа.

## Применение брикетных прессов
- Вальцевые, столовые и ротационные брикетные прессы: брикетирование каменных углей, руд и рудных концентратов, отходов производства.
- Штемпельные брикетные прессы: брикетирование молодых бурых углей и торфа.
- Кольцевые брикетные прессы: брикетирование зрелых бурых углей.
- Экструдеры вакуумной жесткой экструзии.

## Рабочие инструменты брикетных прессов
Вальцевые брикетные прессы:
- станина
- вальцы
- распределительная чаша
- привод
- стальные бандажи
- дозаторы-подпрессовщики.

Штемпельные брикетные установки:
- загрузочное устройство
- прессовая головка
- прессующий механизм
- станина
- штемпели
- привод.

Кольцевые брикетные установки:
- прессовое кольцо
- диск
- матричный канал.

## Классификация брикетных прессов по величине удельного давления прессования
брикетные прессы низкого и среднего давления (20-100 МПа)
- вальцевые брикетные прессы
- столовые брикетные прессы
- ротационные брикетные прессы
- экструдеры жесткой вакуумной экструзии (до 3,5 МПа)

брикетные прессы высокого давления (100-150 МПа)
- штемпельные брикетные прессы

брикетные прессы сверхвысокого  давления (200-500 МПа)
- ротационные брикетные прессы